# Starling City
«Starling City» es el primer episodio de la octava temporada de la serie de televisión estadounidense Arrow, basada en el personaje de DC Comics Flecha Verde, que gira en torno al playboy multimillonario Oliver Queen cuando regresa a Ciudad Starling (más tarde renombrada como Ciudad Star), después de haber naufragado durante cinco años y se convirtió en un vigilante encapuchado que empuña el arco y se dispuso a luchar contra el crimen y la corrupción. Está ambientada en el Arrowverso, compartiendo continuidad con las otras series de televisión del universo. El episodio fue escrito por los showrunners Marc Guggenheim y Beth Schwartz, y fue dirigido por James Bamford.
Stephen Amell interpreta a Oliver, y se le unen los miembros del elenco principal David Ramsey, Rick Gonzalez, Juliana Harkavy, Katherine McNamara, Ben Lewis, Joseph David-Jones, LaMonica Garrett y Katie Cassidy. El episodio sigue dos historias; en una, Oliver es enviado a Tierra-2 en una misión por Mar Novu / El Monitor. En la otra, ambientada en 2040, el equipo de Mia Smoak y William Clayton se enfrenta a un nuevo enemigo.
«Starling City» se emitió por primera vez en Estados Unidos en The CW el 15 de octubre de 2019, y fue visto en vivo por 0.84 millones de espectadores. El episodio recibió críticas generalmente positivas de los críticos.

## Trama
En 2019, Mar Novu / el Monitor envía a Oliver Queen a Tierra-2 para obtener un elemento raro, partículas de Estrella Enana, que solo son nativas de esa Tierra. Oliver llega a Lian Yu y es llevado a Ciudad Starling. Lo reciben los doppelgängers de su madre Moira, Malcolm Merlyn y el hijo de Malcolm Tommy. Oliver roba la tarjeta llave de Moira para infiltrarse en Queen-Merlyn Enterprises como Flecha Verde, solo para descubrir que las partículas ya fueron robadas por el Arquero Oscuro. Luego es atacado por Hood, quien en esta Tierra es el doppelgänger de Adrian Chase, solo para ser salvado por Laurel Lance quien lleva a Oliver a su búnker. Oliver asume que el Arquero Oscuro es Malcolm, a quien se enfrenta, solo para ser atacado nuevamente por el Arquero Oscuro, quien se revela que es Tommy.
Al día siguiente, la sargenta Dinah Drake interroga a Oliver y su familia sobre el incidente, pero es interrumpido por el guardaespaldas de Malcolm, Rene Ramirez. John Diggle de Tierra-1 llega a Tierra-2 para buscar a Oliver, quien le dice que morirá en la próxima crisis. Esa noche, Tommy secuestra a Oliver, quien se da cuenta de que planea usar las partículas para nivelar los Glades como retribución por quitarle la vida a su Thea Queen, la hermana de Oliver, quien murió de una sobredosis. Oliver logra escapar con la ayuda de Diggle y regresa al búnker de Laurel, donde se une con ella y Adrian.
Oliver convence a Tommy de no comenzar su plan, pero Tommy inicialmente lo ignora. Después de pelear entre sí, Tommy es convencido y se entrega. El equipo regresa al búnker, donde Adrian deduce que Oliver es de un universo paralelo. Antes de que Oliver y Diggle regresen a Tierra-1, Tierra-2 es atacada. Laurel escapa con Oliver y Diggle antes de que Tierra-2 se vaporice misteriosamente.
En 2040, Connor Hawke, Mia Smoak, William Clayton y Zoe Ramirez se encuentran con la Banda de Deathstroke, dirigida por el hermano adoptivo de Connor, John Diggle «J.J.» Jr., que se ha vuelto más poderosa desde la destrucción del muro entre Ciudad Star y los Glades.

## Producción

### Desarrollo
El 11 de julio de 2019, se anunció que el estreno de la octava temporada de Arrow se titularía «Starling City». El episodio fue dirigido por James Bamford y escrito por los showrunners Marc Guggenheim y Beth Schwartz.

### Escritura
Marc Guggenheim dijo que «Starling City» sería «como un remix del piloto. Realmente retoma diversión, momentos clave en el piloto», además de que una de sus escenas es un «retroceso» a la primera reunión de Oliver Queen con Felicity Smoak en la primera temporada. Los primeros minutos del episodio, que muestran a Oliver corriendo en Lian Yu de Tierra-2 antes de ser descubierto por marineros y llevado a Ciudad Starling de esta Tierra, emulan una escena similar del episodio piloto. La escena que Guggenheim dijo que sería un «retroceso» muestra a Oliver acercándose a una mujer que inicialmente confunde con Felicity de esta Tierra. Aunque muchas otras escenas, como Oliver uniéndose con las versiones de Tierra-2 de su familia, son un homenaje casi literal al piloto, los habitantes de Tierra-2 difieren de sus contrapartes de Tierra-1 en muchos aspectos. Entre ellos, Moira Queen está casada con Malcolm Merlyn en lugar de Walter Steele como su contraparte de Tierra-1; Tommy Merlyn es el Arquero Oscuro en lugar de Malcolm; Rene Ramirez y Dinah Drake son corruptos; y Adrian Chase es un vigilante conocido como Hood. La cita de Chase, «si eliminas lo imposible, lo que queda, por improbable que sea, debe ser la verdad», que atribuye a Bruce Wayne de esta Tierra, fue creada originalmente por Arthur Conan Doyle para sus historias de Sherlock Holmes. El episodio termina con Tierra-2 siendo vaporizada por una ola de antimateria; los escritores consultaron con los escritores de The Flash sobre la destrucción de Tierra-2 para asegurarse de que pudieran destruir esta Tierra.

### Casting
Los miembros del elenco principal Stephen Amell, David Ramsey, Rick Gonzalez, Juliana Harkavy, Katherine McNamara, Ben Lewis, Joseph David-Jones, LaMonica Garrett y Katie Cassidy aparecen como Oliver Queen / Flecha Verde, John Diggle, Rene Ramirez y Dinah Drake de Tierra-2 , Mia Smoak, William Clayton, Connor Hawke, Mar Novu / Monitor, y Laurel Lance / Canario Negro de Tierra-2. A pesar de que es acreditada con «aparición especial», Cassidy todavía es considerada parte del elenco principal. El elenco invitado incluye a Susanna Thompson, John Barrowman y Josh Segarra como las versiones Tierra-2 de Moira Queen, Malcolm Merlyn y Adrian Chase. Otras estrellas invitadas incluyen a Andrea Sixtos como Zoe Ramirez, Charlie Barnett como John Diggle Jr. y Colin Donnell como la versión de Tierra-2 de Tommy Merlyn. Tegan Verheul coprotagoniza como la mujer que Oliver inicialmente confunde con Felicity Smoak de Tierra-2, con su papel acreditado como «No Felicity».

### Filmación
La preparación para el episodio se extendió desde el 2 de julio hasta el 12 de julio de 2019. La filmación comenzó el 11 de julio, el día de la revelación del título, y terminó el 27 de julio.

## Recepción

### Audiencia
«Starling City» se emitió por primera vez en los Estados Unidos en The CW el 15 de octubre de 2019. Fue visto en vivo por 0.84 millones de espectadores con una calificación de 0.3/2 en el grupo demográfico entre adultos de 18 a 49 años.

### Recepción crítica
El sitio web agregador de revisiones Rotten Tomatoes informó una calificación de aprobación del 100% para el episodio, basado en 13 reseñas, con una calificación promedio de 8.89/10. El consenso crítico del sitio web dice: «Arrow inicia su última temporada con una explosión cósmica, volviendo a sus orígenes y estableciendo lo que está en juego en su conflicto dimensional en un estilo emocional y estimulante».
Allison Shoemaker de The A.V. Club calificó el episodio con B+ y dijo: «Todo funciona porque Amell y Ramsey lo hacen funcionar, en particular Amell, que interpreta sus saludos y despedidas como si el corazón de Oliver pudiera estallar en cualquier momento, lo que está en juego no es tan alto. Funciona porque los escritores permiten que esos guiños y easter eggs tengan un peso emocional real. Y funciona porque es un lugar agridulce para comenzar lo que probablemente sea una temporada agridulce». Delia Harrington de Den of Geek calificó el episodio con cinco de cinco estrellas, describiéndolo como «televisión divertida» y «un tremendo paso adelante». Ella elogió todos los guiños a temporada 1 y la actuación de Stephen Amell afirmando que él «está inyectando más de su encanto natural en el papel de lo habitual».
Jesse Schedeen de IGN calificó el episodio con 8.7 de 10, señalando que las escenas de acción sufren ya que la mayoría de ellas están en habitaciones con poca luz y cuentan con dos arqueros idénticos que luchan. Schedeen elogió el desempeño de Amell y el material fuerte que se le da para trabajar. Chancellor Agard de Entertainment Weekly dijo: «En general, me gustó el estreno. Los escritores y las estrellas prometieron que sería una oda a la temporada 1, y definitivamente tuvo éxito en ese sentido. Todos los guiños al pasado fueron realmente divertidos y dulces». Laura Hurley de Cinema Blend dijo: «El final ha comenzado para Arrow gracias al estreno de la octava y última temporada, y «Starling City» se convertirá en uno de los cambios de juego más importantes en la historia de todo el Arrow-verso». Trent Moore, de Syfy Wire, dijo que Oliver «consigue un cierre muy necesario con su madre [...] Esa escena proporcionó una verdadera atadura emocional a la misión de Oliver de esta temporada, y fue genial ver que ese personaje recibió un despedida final».